# 経済大国
経済大国（けいざいたいこく、英: Economic power）とは、一般に経済において世界に対し大きな影響力を持っている国家を指す。

## 概要
厳密な定義はないが、国内総生産（GDP）が世界の総生産に占める割合の大きい国が経済大国と呼ばれる。21世紀以降に経済大国と呼ばれている国は、アメリカ合衆国、中華人民共和国、インド、日本、ドイツ、イギリス、フランスなどである。
ただし、経済大国が他の人口の少ない先進国より、1人当たりGDPが大きいとは限らない。日本や中国よりもシンガポールの方が1人当たりGDPは大きいが、日本はシンガポールの20倍以上、中国に至っては200倍以上の人口を擁するため、市場規模は日本や中国の方がずっと大きい。経済大国は、大きな市場を持っているため、他国の輸出を吸収する力がある。輸出は乗数効果を輸出国のGDPにもたらす。このため、経済大国の景気循環は各国の国民経済や世界経済に多大な影響をもたらす。
資本蓄積が進展しているため、資本輸出の余力が大きい。特にドイツや日本は経常黒字を背景に継続的な資本輸出を行なっており、諸外国の工業化を支えている。金融市場が発達しており、流動性も高いため資金調達や運用の中心となる。多数の多国籍企業を抱えており、世界規模の経済活動を行なっている。このことが、グローバル化を通じて発展途上国へ成長機会をもたらしている。
2025年現在、IMFの統計によるとGDPの上位10か国は、アメリカ合衆国、中国、ドイツ、インド、日本、イギリス、フランス、イタリア、カナダ、ブラジルの順である。どの国も人口が4,000万人を超え、またそれぞれが世界全体のGDPの2%以上を占めている。特にアメリカ合衆国、中国、インドは人口が3億人を超えており、この3か国は面積、軍事力、科学技術力においても非常に大きい。

## 歴史
産業革命以前は中国が最大の経済大国であった。産業革命後にはイギリスが世界一の生産力を誇ったが、19世紀末の「大不況」と呼ばれる長期不況や第一次世界大戦を経て、以降はアメリカが世界最大となった。第二次世界大戦後には、アメリカは世界総生産の半分弱を占めるほどに至るが、欧州や日本の経済復興の中で相対的に成長は鈍化し、その割合は次第に低下していった。
1980年代後半、欧米が高めの失業や不良債権により経済的失速を経験する中、日本が高めの経済成長を達成し、一部では近い将来に規模でアメリカを抜き世界一の経済大国になるのではないかという予測もなされた。しかし、結果的には1990年代以降の経済の長期的な低迷により、日本が世界総生産に占める割合は低下していった。
1990年代、アメリカは先進国の中でも安定的に経済成長を達成し、2020年代においても世界最大の経済大国となっている。しかし2000年代以降の中国の経済成長は著しく、着実に経済大国への道を歩んでおり、2007年にはドイツを抜き、2010年には日本を抜いて世界第二位の経済大国の座についた。さらに2028年頃にはアメリカを追い抜くと、英シンクタンクの「経済ビジネス・リサーチ・センター」は予測している。